# Réhon
Réhon – miejscowość i gmina we Francji, w regionie Grand Est, w departamencie Meurthe i Mozela.
Według danych na rok 1990 gminę zamieszkiwało 3168 osób, a gęstość zaludnienia wynosiła 849 osób/km² (wśród 2335 gmin Lotaryngii Réhon plasuje się na 136. miejscu pod względem liczby ludności, natomiast pod względem powierzchni na miejscu 1117.).